# Єндоба
Єндоба́ (рос. Ендоба, чув. Юнтапа) — присілок у складі Комсомольського району Чувашії, Росія. Входить до складу Шераутського сільського поселення.
Населення — 195 осіб (2010; 217 у 2002).
Національний склад:
- чуваші — 100 %